# Petre Guran
Petre Guran (n. 5 martie 1972, București, România) este un istoric român specializat în bizantinologie.
Actualmente este cercetător științific la Institutul de Studii Sud-Est Europene al Academiei Române, fost membru al Centrului de Studii Elenice al Universității Princeton, Statele Unite ale Americii, și conferențiar invitat în departamentul de istorie al aceleiași universități (2004-2006). Cercetător post-doctoral (2007-2008) la Colegiul „Noua Europă”.

## Educație
- Doctor în istorie (2003), cu o teză intitulată Sfințenie regală și putere universală în lumea ortodoxă, susținută la École des Hautes Études en Sciences Sociales, Paris, sub îndrumarea profesorilor Alain Boureau și Gilbert Dagron (1998-2003).
- Masterat (1996-1997), École des Hautes Études en Sciences Sociales, Paris, Antropologie medievala, Diplôme d’Etudes Approfondies
- Masterat în istorie (1996), Facultatea de Istorie, Universitatea București, sub îndrumarea Prof. Andrei Pippidi.
- Licență în științe politice (1995), Facultatea de Științe Politice și Administrative, sub îndrumarea prof. Alexandru Duțu.
- Bacalaureat (1991), Liceul German din București.

## Publicații
Autor a peste 20 de studii de specialitate în franceză și engleză dedicate antropologiei faptului religios și istoriei intelectuale a formelor de putere în lumea bizantină, numeroase studii, articole și recenzii în româna, pe teme de actualitate politică și religioasă.
Coordonator și editor al culegerii de studii L’empereur hagiographe. Culte des saints et monarchie byzantine et post-byzantine (Împăratul hagiograf. Cultul sfinților și monarhia bizantină și post-bizantină), New Europe College, 2001.
Proiecte de cercetare individuale:
- “Credințe apocaliptice și gândire politică în Bizanț.”
- “Conceptul de spațiu sacru (hierotopie) oglindit în arta și liturghia bizantină.”

## Activități profesionale
1995-2007: Cercetător științific la Institutul de Studii Sud-Est Europene al Academiei Romane.
2004-2006: Hannah Seeger O’Boyle Teaching Post-Doctoral Fellow of the Programme in Hellenic Studies, Princeton University.
2004 (ianuarie-mai)– asistent de cercetare la Centre d’Histoire et Civilisation de Byzance, CNRS et Collège de France.
1998-1999: director al programului academic “First College of European Citizenship. Monasteries and European Identity”, Consiliul Europei.
2001-2002: Conferențiar invitat pe tema Hagiografie bizantină și conceptul de sfințenie (Sanctus versus Sacer) la Universitatea Ludwig Maximilian University din Munchen.
1997-1998: Cursul de “Antropologie religioasa” la Facultatea de Stiinte Politice si Administrative.
1997-1998: asistent pentru cursul de Istorie Bizantina la Facultatea de Istorie.
- Membru junior al World Academy of Art and Sciences.
- Fondator și primul director al Institutului de Studii Liberale.
- Participant și invitat la numeroase conferințe, colocvii și reuniuni științifice internaționale.

## Dezbateri publice
- Este un participant activ la dezbaterea românească despre Biserică și societate, având numeroase intervenții publicistice, la radio și televiziune. Dintr-o perspectivă conservatoare, Petre Guran a susținut relansarea proiectelor de educație privată, diminuarea rolului statului în economie și redescoperirea unui creștinism liturgic, axat pe experiența comunitară și deschis într-un orizont escatologic.